# Adesmia medinae
Adesmia medinae là một loài thực vật có hoa trong họ Đậu. Loài này được (Reiche) Ulibarri miêu tả khoa học đầu tiên.